# ジェフェリー・シモンズ
ジェフェリー・バーナード・シモンズ・ジュニア（Jeffery Bernard Simmons Jr., 1997年7月28日 - ）は、アメリカ合衆国ルイジアナ州ジーナ出身のプロアメリカンフットボール選手。NFLのテネシー・タイタンズに所属している。ポジションはディフェンシブタックル。

## 経歴

### カレッジ
ミシシッピ州立大学で3年間プレーした後、2019年のNFLドラフトへアーリーエントリーした。ドラフトに向けたトレーニングの最中に左膝の前十字靭帯を断裂した。

### テネシー・タイタンズ
当初は全体10位以内での指名が予想されていたが、怪我の影響で評価を落とした。結果的に全体19位でテネシー・タイタンズから指名され、その後4年総額1266万ドルのルーキー契約を結んだ。5年目の契約はチームオプションとなる。

#### 2019年シーズン
怪我の影響で開幕を故障者リザーブで迎えた。第7週のロサンゼルス・チャージャーズ戦でNFLデビューし、フィリップ・リバースからサックを記録した。
プレーオフではディビジョナルラウンドのボルチモア・レイブンズ戦にて、ラマー・ジャクソンからファンブルを誘発するなどして勝利に貢献した。しかし、試合後に相手のマーシャル・ヤンダから、シモンズが試合中に自身の顔に唾を吐いたとして批判された。ヤンダはこの試合を最後に現役を引退したが、キャリアを通じて他チームの選手を公に批判したのは最初で最後だった。

#### 2020年シーズン
このシーズンは15試合に出場して49タックル、3.0サックを記録した。

#### 2021年シーズン
このシーズンは自己最多の54タックル、8.5サックを記録し、自身初となるプロボウルに選出された。

#### 2022年シーズン
開幕前にチームから5年目の契約オプションを行使された。

#### 2023年シーズン
2023年4月11日、6,600万ドルが保証された4年9,400万ドルの契約延長にタイタンズと合意した。シーズンでは第13週のインディアナポリス・コルツ戦で膝を負傷し、その後の試合を欠場した。

#### 2024年シーズン
16試合に先発出場し、76タックル、5サックを記録した。ナムディ・マダビケの代理として2年ぶりのプロボウルに選出された。

## 人物
高校時代の2016年3月に女性への暴行容疑で逮捕されている。